# Kenny the Shark
Kenny the Shark è un cartone animato prodotto da Phase 4 Films.

## Personaggi
| Personaggio            | Doppiatore originale | Doppiatore italiano |
| ---------------------- | -------------------- | ------------------- |
| Kenny                  | Jim Conroy           | Valerio Sacco       |
| Katarina "Kat" Cassidy | Kelli Rabke          | Maura Cenciarelli   |
| Peter Cassidy "Papà"   | Russell Horton       | Alberto Bognanni    |
| Grace Cassidy "Mamma"  | Karen Culp           | Paola Valentini     |
| Marty il cane          | Rob Bartlett         | Mino Caprio         |
| Oscar                  | Nicolas King         |                     |

## Episodi
| nº | Titolo italiano             | Titolo inglese            | Prima TV USA     | Prima TV Italia |
| -- | --------------------------- | ------------------------- | ---------------- | --------------- |
| 1  |                             | Simply Irresistible       | 1º novembre 2003 | 1 Maggio 2005   |
| 1  | Special Delivery            |                           | 1º novembre 2003 | 1 Maggio 2005   |
| 2  |                             | Kid's Menu                | 8 novembre 2003  |                 |
| 2  | Will Work For Chum          |                           | 8 novembre 2003  |                 |
| 3  |                             | I Love The Night Life     | 6 dicembre 2003  |                 |
| 3  | Dolphin For A Day           |                           | 6 dicembre 2003  |                 |
| 4  |                             | Two Days of The Parrot    | 13 dicembre 2003 |                 |
| 4  | My Old School               |                           | 13 dicembre 2003 |                 |
| 5  |                             | Bill Me Later             | 3 gennaio 2004   |                 |
| 5  | Catscratch Fever            |                           | 3 gennaio 2004   |                 |
| 6  |                             | Kenny The Veggie          | 10 gennaio 2004  |                 |
| 6  | Watching Karl               |                           | 10 gennaio 2004  |                 |
| 7  |                             | The Check Up              | 17 gennaio 2004  |                 |
| 7  | Naughty Naughty Kenny       |                           | 17 gennaio 2004  |                 |
| 8  |                             | Pet Tricks                | 24 gennaio 2004  |                 |
| 8  | Who Framed Kenny The Shark? |                           | 24 gennaio 2004  |                 |
| 9  |                             | Three To Tango            | 31 gennaio 2004  |                 |
| 9  | Ball of Contention          |                           | 31 gennaio 2004  |                 |
| 10 |                             | He's Gotta Have It        | 7 febbraio 2004  |                 |
| 10 | Kat And The Sax             |                           | 7 febbraio 2004  |                 |
| 11 |                             | Trash Talking             | 14 febbraio 2004 |                 |
| 11 | Kenny In Love               |                           | 14 febbraio 2004 |                 |
| 12 |                             | Fish Tale                 | 21 febbraio 2004 |                 |
| 12 | Father's Day                |                           | 21 febbraio 2004 |                 |
| 13 |                             | Family Vacation           | 28 febbraio 2004 |                 |
| 13 | Gentle Ken                  |                           | 28 febbraio 2004 |                 |
| 14 |                             | Kenny The Hero            | 2 marzo 2004     |                 |
| 14 | Whaling On Kenny            |                           | 2 marzo 2004     |                 |
| 15 |                             | His Fate Is Sealed        | 9 marzo 2004     |                 |
| 15 | Surf's Up                   |                           | 9 marzo 2004     |                 |
| 16 |                             | Regime Change             | 30 marzo 2004    |                 |
| 16 | Boy Trouble                 |                           | 30 marzo 2004    |                 |
| 17 |                             | Kenny The Dad             | 13 aprile 2004   |                 |
| 17 | Kenny-Napped                |                           | 13 aprile 2004   |                 |
| 18 |                             | Kenny The Movie           | 27 aprile 2004   |                 |
| 18 | Goodbye Ol' Chum            |                           | 27 aprile 2004   |                 |
| 19 |                             | Kenny The Star            | 4 maggio 2004    |                 |
| 19 | Shark Shrunk                |                           | 4 maggio 2004    |                 |
| 20 |                             | Ocean's Three             | 15 maggio 2004   |                 |
| 20 | Antiques Roadshark          |                           | 15 maggio 2004   |                 |
| 21 |                             | Mr. Popularity            | 1º ottobre 2004  |                 |
| 21 | How To Succeed In Business  |                           | 1º ottobre 2004  |                 |
| 22 |                             | Over The Ocean            | 22 ottobre 2004  |                 |
| 22 | A Dog's Life                |                           | 22 ottobre 2004  |                 |
| 23 |                             | Nobody Move               | 19 novembre 2004 |                 |
| 23 | Seasick                     |                           | 19 novembre 2004 |                 |
| 24 |                             | Kenny The Rockstar        | 4 febbraio 2005  |                 |
| 24 | Scaredy-Shark               |                           | 4 febbraio 2005  |                 |
| 25 |                             | Revenge of The Shark Nerd | 11 febbraio 2005 |                 |
| 25 | Bed And Breakfast           |                           | 11 febbraio 2005 |                 |
| 26 |                             | Lawn Shark                | 19 febbraio 2005 |                 |
| 26 | All You Can Eat             |                           | 19 febbraio 2005 |                 |